# Zvjezdan Misimović
Zvjezdan Misimović, bosanski nogometaš; * 5. junij 1982, München, Nemčija.
Zvjezdan Misimović ali Miske, kot ga kličejo znanci, je bil rojen in odraščal v Nemčiji. Njegova dedek in babica sta prišla v Nemčijo ob koncu 60. let dvajsetega stoletja iz kraja Bosanska Gradiška. Trenutno je član kitajskega prvoligaša Beijing Renhe. Doslej je igral za osem klubov v štirih državah. Poročen je z Makedonko Stefanijo in imata 3 sinove  (Luka − rojen 2004, Niko − rojen 2009 in Noel − rojen 2013). Za člansko reprezentanco BIH je debitiral na prijateljski tekmi 18. februarja 2004 proti reprezentanci Makedonije.

## Dosežki
FC Bayern München
- Bundesliga: 2002–03  / nemški državni prvak
- DFB-Pokal: 2002-03 / nemški pokalni zmagovalec

VfL Wolfsburg
- Bundesliga: 2008-09 / nemški državni prvak

Guizhou Renhe
- Kitajski pokal: 2013 / kitajski pokalni zmagovalec
- Kitajski superpokal: 2014 / zmagovalec kitajskega superpokala

### osebno
- Bosansko-hercegovski športnik leta: 2013